# Ischnopopillia tonkinensis
Ischnopopillia tonkinensis är en skalbaggsart som beskrevs av Machatschke 1975. Ischnopopillia tonkinensis ingår i släktet Ischnopopillia och familjen Rutelidae. Inga underarter finns listade i Catalogue of Life.